# Heterogeomys
Heterogeomys – rodzaj ssaków z podrodziny Geomyinae w obrębie rodziny gofferowatych (Geomyidae).

## Zasięg występowania
Rodzaj obejmuje gatunki występujące w Meksyku, Belize, Gwatemali, Hondurasie, Nikaragui, Kostaryce, Panamie i Kolumbii.

## Morfologia
Długość ciała (bez ogona) 180–290 mm, długość ogona 75–140 mm; masa ciała 220–915 g; samce są zazwyczaj większe i cięższe od samic.

## Systematyka
Rodzaj zdefiniował w 1895 roku amerykański zoolog Clinton Hart Merriam w artykule poświęconym rewizji taksonomicznej gofferowatych, z wyłączeniem gatunku Thomomys, opublikowanym w czasopiśmie North American Fauna. Gatunkiem typowym jest (oryginalne oznaczenie) taltuza szorstka (H. hispidus).

### Etymologia
- Heterogeomys: gr. ἑτερος heteros ‘różny’; rodzaj Geomys Rafinesque, 1817 (goffer)[5].
- Macrogeomys: gr. μακρος makros ‘długi’; rodzaj Geomys Rafinesque, 1817 (goffer)[6]. Gatunek typowy (oryginalne oznaczenie): Geomys heterodus W. Peters, 1865.

### Podział systematyczny
Takson w niektórych ujęciach systematycznych traktowany był jako podrodzaj w obrębie Orthogeomys, ale został podniesiony ponownie do rangi rodzaju w 2016 roku. Do rodzaju należą następujące występujące współcześnie gatunki zgrupowane w dwóch podrodzajach:
| Podrodzaj    | Grafika | Gatunek                 | Autor i rok opisu    | Nazwa zwyczajowa      | Podgatunki         | Rozmieszczenie geograficzne | Podstawowe wymiary                         | Status IUCN |
| ------------ | ------- | ----------------------- | -------------------- | --------------------- | ------------------ | --- | ------------------------------------------ | ----------- |
| Heterogeomys |         | Heterogeomys hispidus   | (Le Conte, 1852)     | taltuza szorstka      | 12 podgatunków     | wschodni i południowy Meksyk (od południowo-środkowego Tamaulipas) na południe do Belize, Gwatemali i północno-zachodniego Homdurasu | DC: 21–27 cm DO: 7,5–9 cm MC: 450–600 g    | LC          |
| Heterogeomys |         | Heterogeomys lanius     | D.G. Elliot, 1905    | taltuza wielka        | gatunek monotypowy | Meksyk (zachodnio-środkowe Veracruz (znany tylko z dwóch miejsc))                                                                    | DC: 25–29 cm DO: 9–9,5 cm MC: 850–900 g    | CR          |
| Macrogeomys  |         | Heterogeomys cavator    | (Bangs, 1902)        | taltuza górska        | 3 podgatunki       | wschodnia Kostaryka i zachodnia Panama                                                                                               | DC: 22–27 cm DO: 11–13 cm MC: 500–910 g    | LC          |
| Macrogeomys  |         | Heterogeomys dariensis  | (A.E. Goldman, 1912) | taltuza panamska      | 2 podgatunki       | wschodnia Panama (Darién i północno-zachodnia Kolumbia (Chocó)                                                                       | DC: 21–28 cm DO: 12–14 cm MC: 450–850 g    | LC          |
| Macrogeomys  |         | Heterogeomys cherriei   | (J.A. Allen, 1893)   | taltuza kostarykańska | 4 podgatunki       | północno-środkowy Honduras, Nikaragua oraz północna i wschodnia Kostaryka (w tym części półwyspu Nicoya)                             | DC: 18–25 cm DO: 8–10,5 cm MC: 220–510 g   | LC          |
| Macrogeomys  |         | Heterogeomys heterodus  | (W. Peters, 1865)    | taltuza zmienna       | [3 podgatunki      | Kostaryka (centralne wyżyny w prowincjach Alajuela, San José i Cartago)                                                              | DC: 22–27 cm DO: 8,5–11,5 cm MC: 400–915 g | LC          |
| Macrogeomys  |         | Heterogeomys underwoodi | (Osgood, 1931)       | taltuza pacyficzna    | gatunek monotypowy | wybrzeże Oceanu Spokojnego w Kostaryce i sąsiadującej południowo-zachodniej Panamie (Chiriquí)                                       | DC: 18–21 cm DO: 8,5–10,5 cm MC: 230–330 g | LC          |

Kategorie IUCN:  LC  – gatunek najmniejszej troski,  CR  – gatunek krytycznie zagrożony.
Opisano również gatunki wymarłe:
- Heterogeomys onerosus R.J. Russell, 1960[14] (Meksyk; plejstocen)
- Heterogeomys propinetis (Wilkins, 1984)[15] (Stany Zjednoczone; plejstocen)